# 臺南市立新營體育場
臺南市立新營體育場（英語：Tainan Municipal Xinying Stadium），位於台南市新營區，是臺灣臺南市一座綜合性開放式運動園區。原名台南縣立綜合體育場，由原臺南縣政府籌建，設有田徑場座位可容納3萬人，另有室內體育館、羽球館、游泳池、滑輪場、籃球場、網球場、壘球場、槌球場、桌球室、國術室、柔道室等場館設施。
配合國家圖書館南部分館落腳於西南側的球場用地，原位於該地的球場設施於2019年3月8日開始遷建。壘球場遷至田徑場北側的第二田徑場，籃球場與網球場共同遷至新民國小附設幼兒園南側、新闢建的新南路運動公園，並設置管理中心，已於2020年8月開放。

## 歷屆賽事
2025年全國大專校院運動會

2025年全國中等學校運動會

2023年中華民國全國運動會

2023年台灣企業甲級足球聯賽

2014年全國身心障礙國民運動會
2007年全國中等學校運動會
全國中正盃巧固球錦標賽
臺南市國際友好音樂節
臺南市國民中小學傳統藝術比賽
臺南市全市聯合運動大會
臺南市中等學校聯合運動會
全國小學田徑錦標賽
臺南藝術節

## 圖片

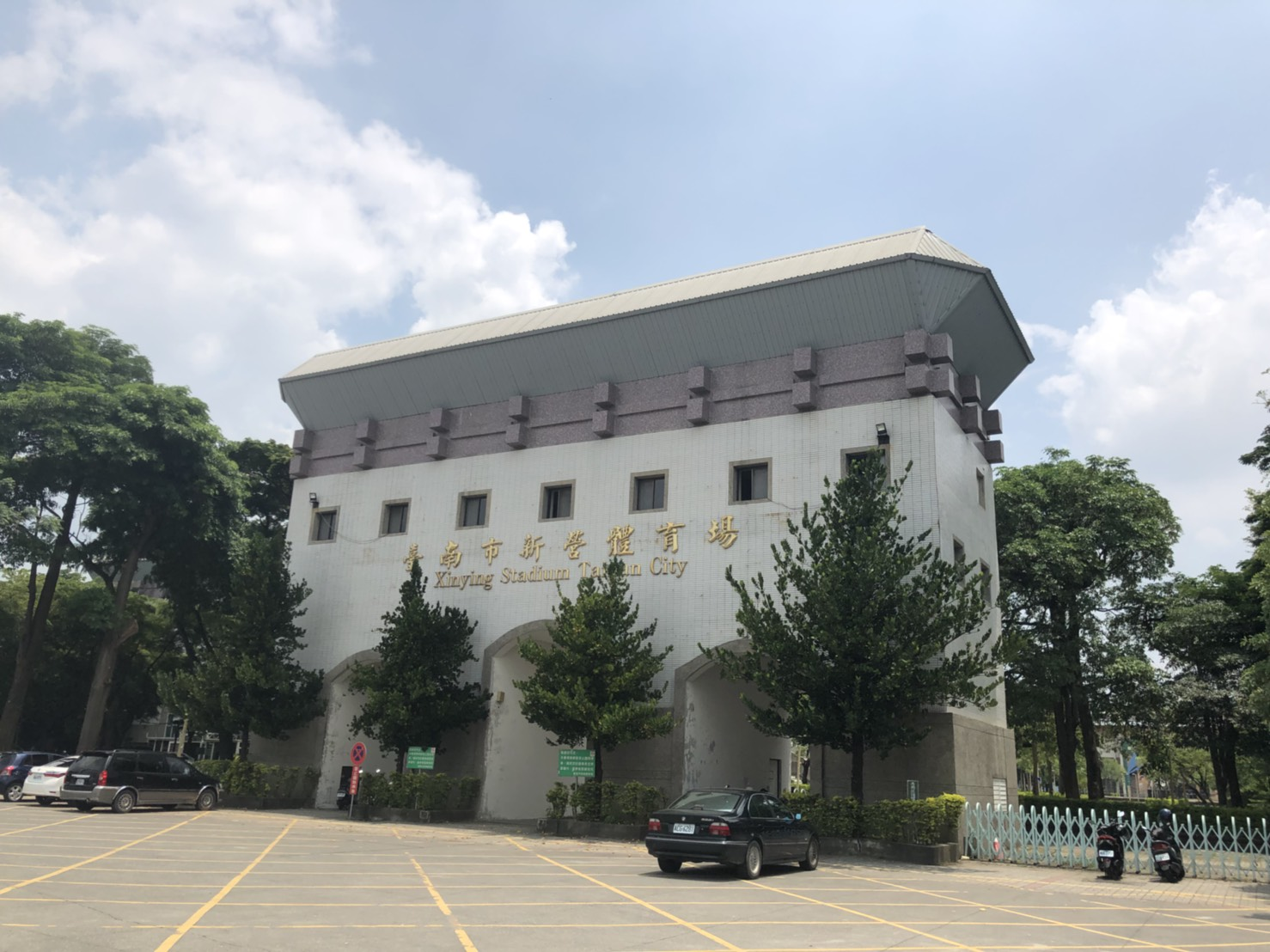
門口牌樓
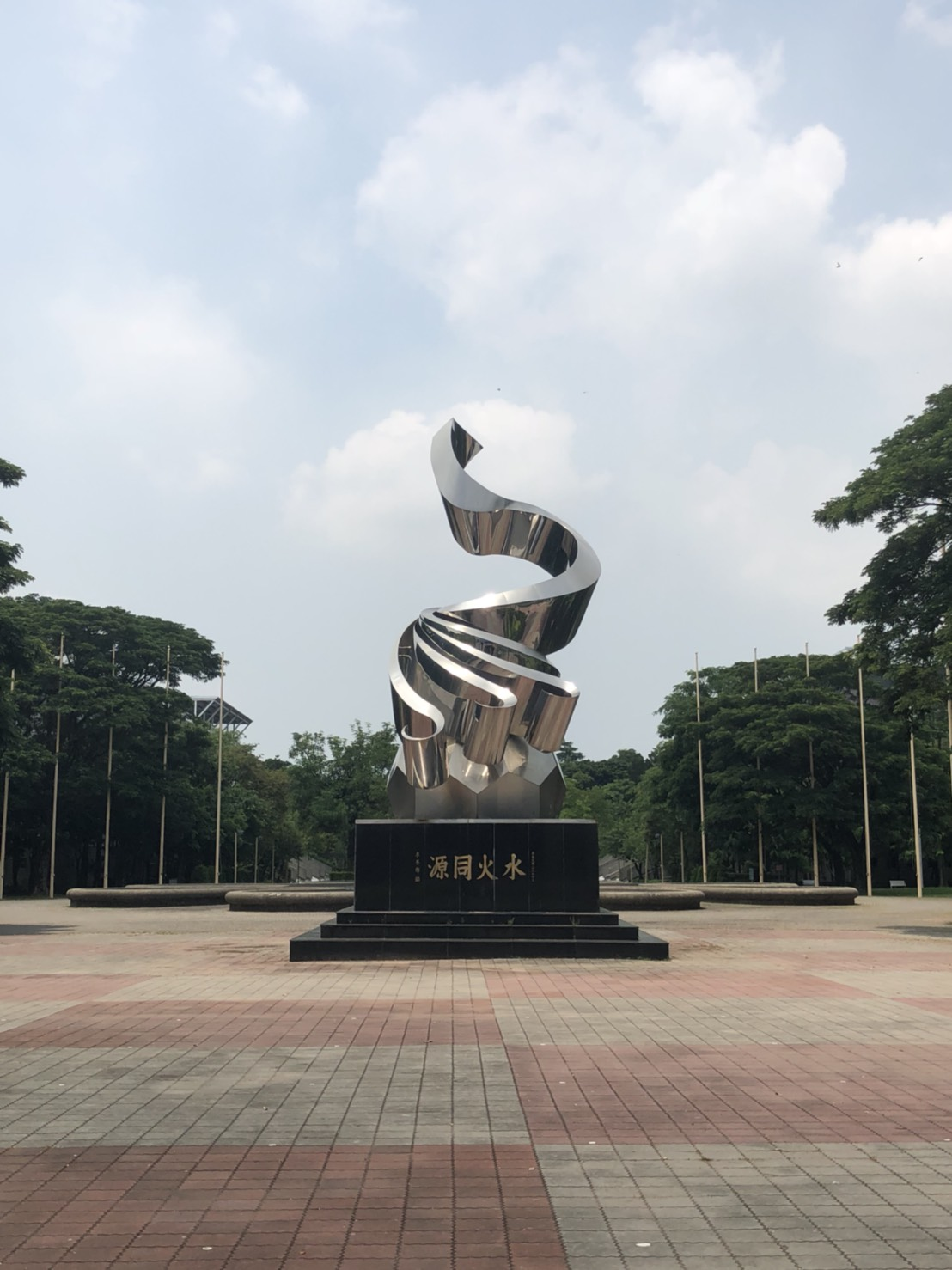
水火同源
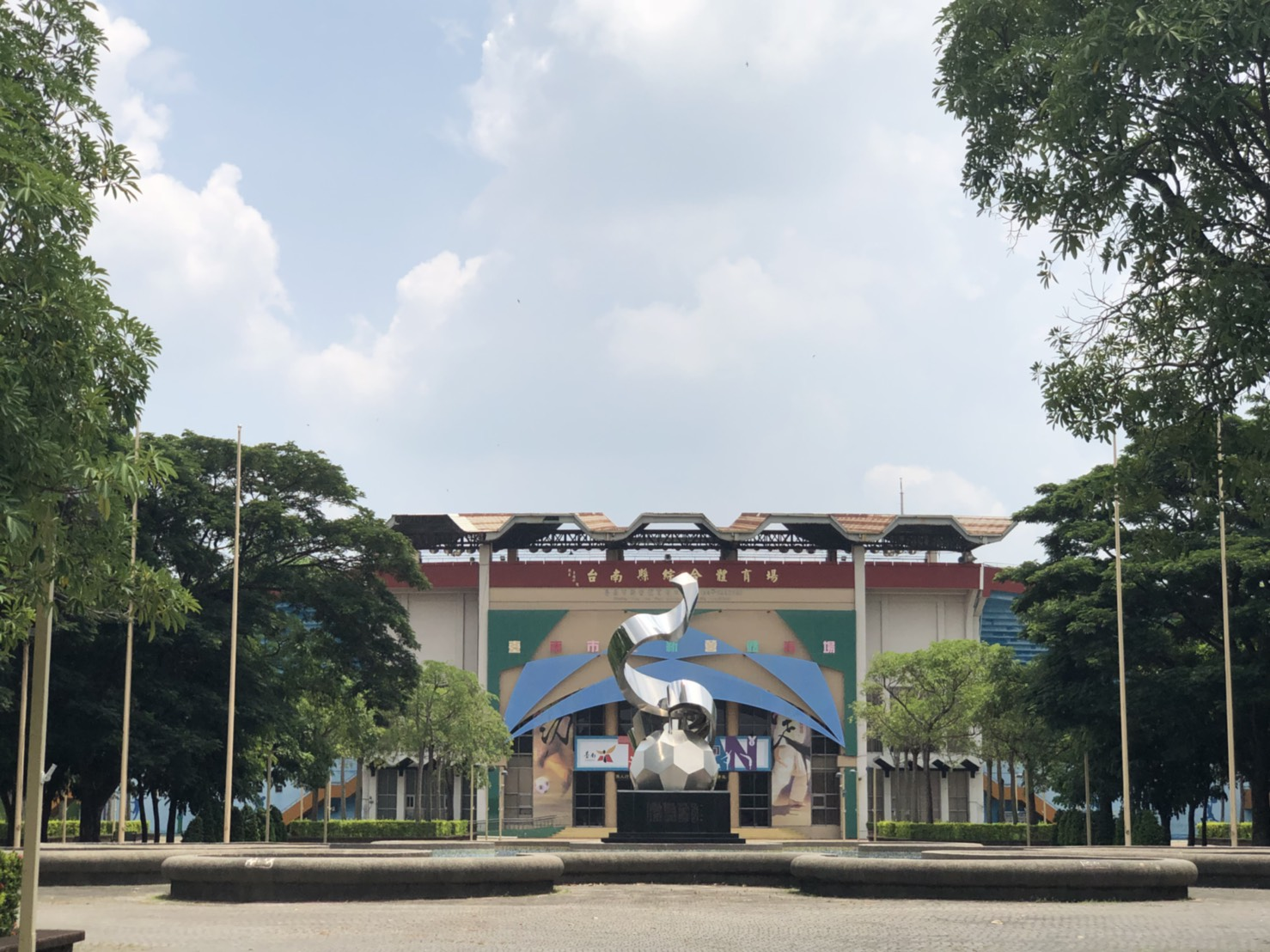
田徑場門口
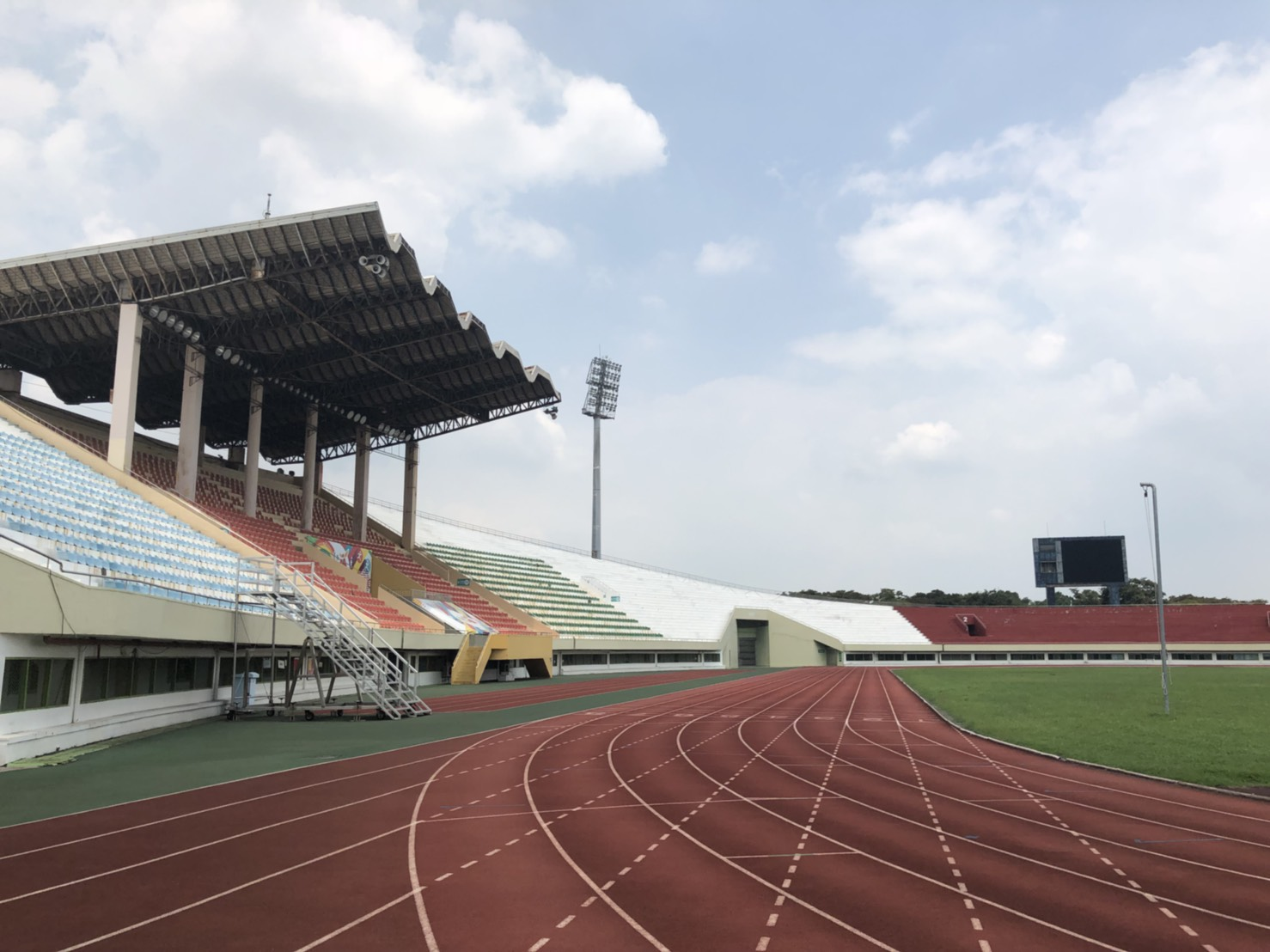
田徑場看臺
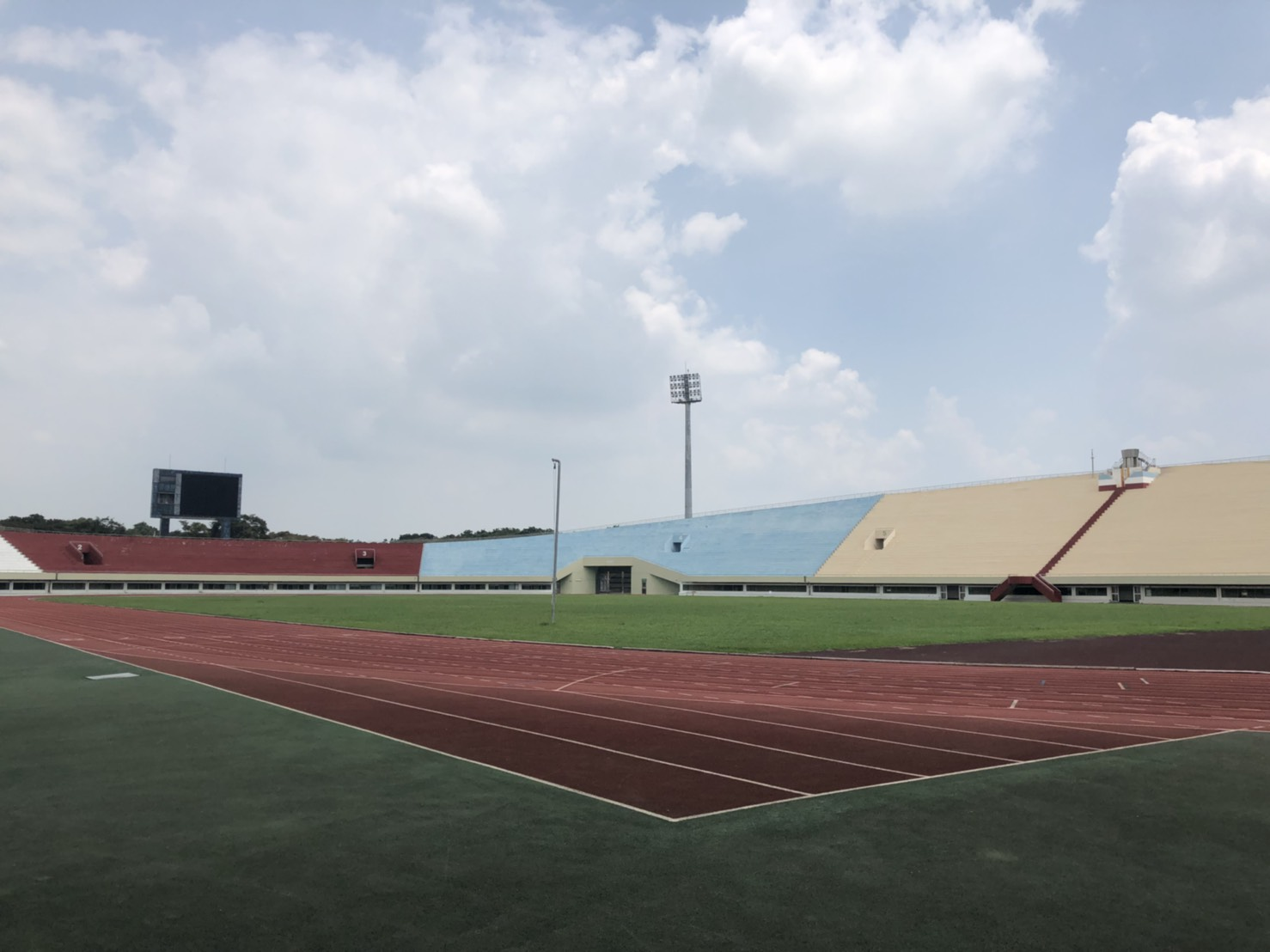
田徑場跑道
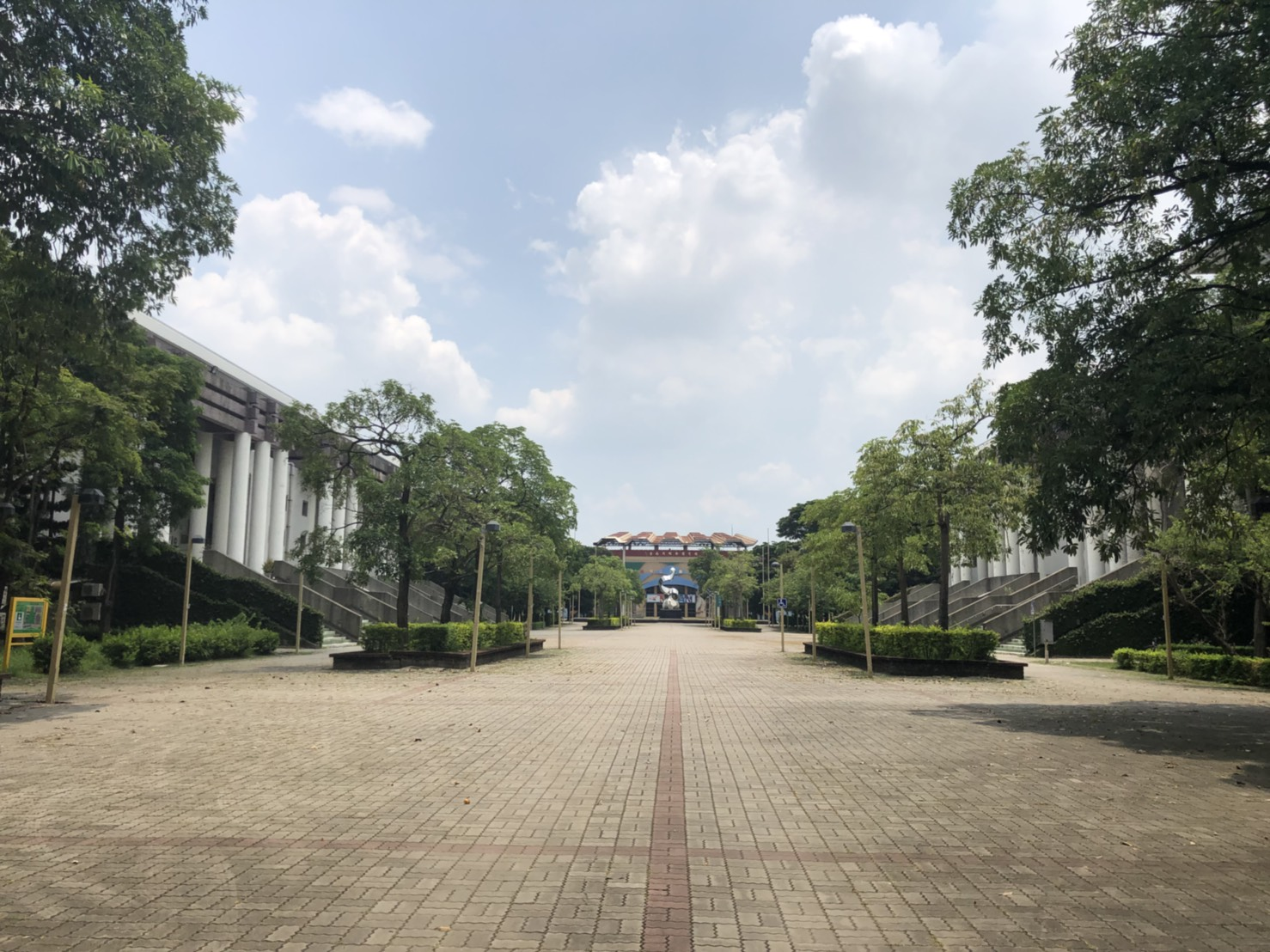
兩側為體育館及游泳池

## 交通
- 臺灣鐵路

搭乘至新營車站，轉乘棕2、棕3、棕3-1新營體育場站下車。
- 臺灣高鐵

搭乘至高鐵嘉義站，轉乘黃9至「新營站」下車再轉乘棕2、棕3、棕3-1至「新營體育場」站下車。
- 大台南公車 [8]

| 編號  | 營運業者 | 路線               | 停靠站     |
| ----- | -------- | ------------------ | ---------- |
| 棕2   | 新營客運 | 新營－鹽水－下中   | 新營體育場 |
| 棕3   | 新營客運 | 新營－鹽水－南港里 | 新營體育場 |
| 棕3-1 | 新營客運 | 新營－鐵線里       | 新營體育場 |

## 外部連結
- 臺南市體育處[]